# Langon (Ille-et-Vilaine)
Langon é uma comuna francesa na região administrativa da Bretanha, no departamento de Ille-et-Vilaine. Estende-se por uma área de 36,54 km². Em 2010 a comuna tinha 1 426 habitantes (densidade: 39 hab./km²).